# The Comebacks
Pour les articles homonymes, voir Comeback.
Pour plus de détails, voir Fiche technique et Distribution.
The Comebacks ou Comebacks au Québec, est un film américain réalisé par Tom Brady en 2007.

## Synopsis
Lambeau « Coach » Fields est le plus grand loser que l'histoire du sport ait connu, mais on lui présente un poste : devenir entraîneur de l’équipe universitaire de Heartland au Texas. Il y rencontre des élèves attentifs, mais trop sages a son goût. Il veut qu'ils aient des E et des F, que les vestiaires empestent le joint, il veut qu'ils sèchent les cours, qu'ils aient été menacés de harcèlement sexuel… un entraîneur pas commun… Il fait un tour en prison, il a consommé du crack, de l'extasy, du cannabis dans un shilum, sniffé de la peinture, acheté un faux sac Louis Vuitton avec dedans des DVD piratés venus de Chinatown. Finalement, ils gagnent le match final contre les Unbeatables, équipe faite de prisonniers entraînée par l'ancien ami de Lambeau.

## Fiche technique
Sauf indication contraire, les informations mentionnées dans cette section peuvent être confirmées par la base de données cinématographiques IMDb,  présente dans la section « Liens externes ».
- Réalisation : Tom Brady
- Scénario : Ed Yeager, Joey Gutierrez
- Production : Peter Abrams (de), Robert L. Levy (en), Andrew Panay
- Musique : Christopher Lennertz
- Photographie : Anthony B. Richmond
- Montage : Alan Edward Bell (en)
- Durée : 107 min (non-censuré),  84 min (États-Unis), 88 min (Allemagne)

## Distribution
- David Koechner (VF : Paul Borne ; VQ : Sylvain Hétu) : Lambeau « Coach » Fields
- Carl Weathers (VF : Saïd Amadis ; VQ : Jean-Luc Montminy) : Freddie Wiseman
- Melora Hardin (VF : Françoise Cadol ; VQ : Natalie Hamel-Roy) : Barbara « Barb » Fields
- Matthew Lawrence (VF : Axel Kiener ; VQ : Martin Watier) : Lance Truman
- Brooke Nevin (VF : Sandra Valentin ; VQ : Aline Pinsonneault) : Michelle Fields
- Nick Searcy (VF : Hervé Jolly ; VQ : Patrick Baby) : M. Truman
- Noureen DeWulf (VF : Delphine Braillon) : Jizminder Featherfoot
- Martin Spanjers (VF : Charles Pestel ; VQ : Nicholas Savard L'Herbier) : Randy Randinger
- Jesse Garcia (VF : Stéphane Fourreau ; VQ : Philippe Martin) : Jorge Juanson
- Jackie Long (VF : Daniel Lobé ; VQ : Nicolas Charbonneaux-Collombet) : Trotter
- Robert Ri'chard (VQ : François Godin) : Aseel Tare
- George Back (VQ : Hugolin Chevrette-Landesque) : Buddy Boy
- Jermaine Williams : IPod
- Jillian Grace : Maria Sharapova
- Eric Christian Olsen (VF : Yann Peira) : Dude
- Shannon Woodward : Emilie
- Dennis Rodman : Warden
- Dax Shepard : le shérif
- Bradley Cooper : le cowboy
- Will Arnett : le facteur
- Jon Gries : Charles, le barbier
- Stacy Keibler : une danseuse
- Andy Dick : l'arbitre
- Jason Widener (VF : Raphaël Cohen) : Vince, le barman
- Finesse Mitchell : entraîneur des Titans
- Kerry Kenney : la juge de sport

 Source et légende : version française (VF) sur RS Doublage et selon le carton du doublage français sur le DVD zone 2 ; version québécoise (VQ) sur Doublage.qc.ca.